# Alte Mühle (Müncheberg)
Die Alte Mühle ist ein Wohnplatz der Stadt Müncheberg im Landkreis Märkisch-Oderland im Land Brandenburg.

## Geografische Lage

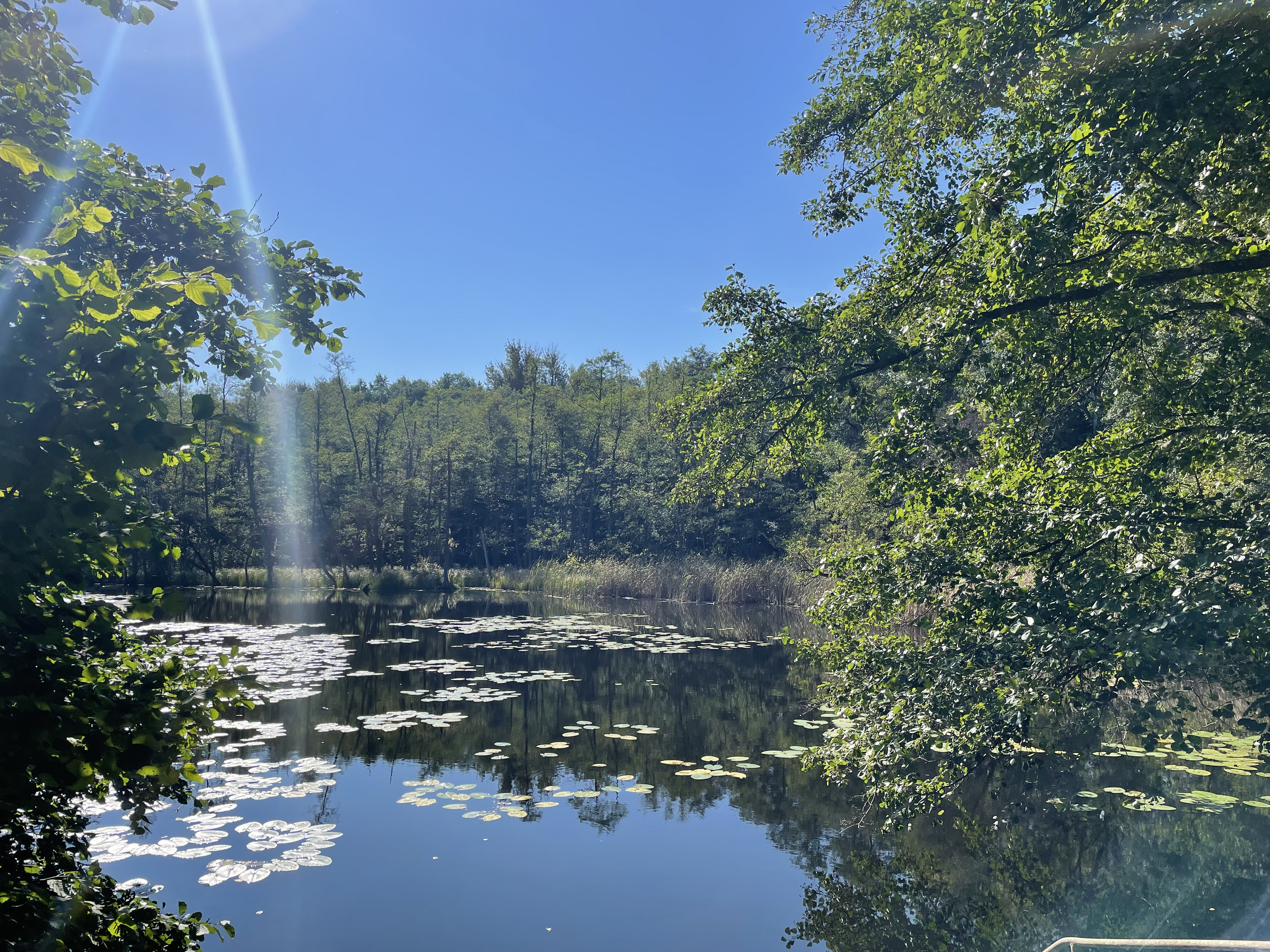
Mühlenteich südlich des Wohnplatzes

Der Wohnplatz liegt rund 7,4 km nordnordwestlich des Stadtzentrums und damit nordwestlich des Müncheberger Ortsteils Münchehofe. Er grenzt damit unmittelbar an die Stadt Buckow und dort an den Wohnplatz Dreieichen an, der rund 260 m weiter westlich liegt. Der Wohnplatz ist vollständig von Wald umgeben. Von Süden fließt aus dem Großen Klobichsee das Klobichseer Mühlenfließ in nördlicher Richtung zunächst durch den Mühlenteich und anschließend durch einen weiteren, unbenannten See von Süden zu, quert den Wohnplatz und mündet rund ein Kilometer weiter nordöstlich in die Stöbber. Der Wohnplatz ist durch die Buckower Straße erreichbar, die von Westen kommend in östlicher Richtung an den Wohngebäuden vorbeiführt.

## Geschichte
Die Alte Mühle wurde bereits im Jahr 1253 erstmals urkundlich erwähnt (et unum molendinum quod super aquam Clobuk est situm: und eine Mühle, die über dem See Clobuk liegt). Es handelte sich um ein Mühlenetablissement im Besitz der Herrschaft Buckow, die bereits 1463 als „Alte Mühle genannt“ in den Akten erschien (dy alte möle). Eine erneute Erwähnung fand im Jahr 1628 als „Die Alte Mölle vf hiesiger Feltmarcke“ statt. Im Dreißigjährigen Krieg wurde sie offenbar zerstört, denn 1641 hieß es: „Die alte Mühle ist eingegangen“, wurde aber wiederaufgebaut und erschien 1720 erneut als „die Alte Mühle“ in den Akten; 1745 als Wassermühle mit einem Gang. Im Jahr 1798 lebten dort sieben Einwohner, 1818 waren es acht Personen, die eine Feuerstelle (=Haushalt) betrieben und somit einer einzelnen Familie zuzurechnen sind. Zwei Jahre später erschien sie als „Münchehofer Mühle“. Die dort ansässige Familie betrieb 1864 eine Wasser-, Mahl- und Schneidemühle. Im Jahr 1871 lebten neun Personen im Wohnplatz, 1885 nur noch sechs und 1895 wieder sieben in einem Wohnhaus. Bis 1905 war die Anzahl auf vier Personen, 1925 auf drei zurückgegangen.
Im Ersten und Zweiten Weltkrieg wurden mit Hilfe von Wasserkraft Balken und Bretter hergestellt. In den 1950er Jahren wurde der Betrieb eingestellt und die Gebäude vom örtlichen Forstamt genutzt. Die Stallgebäude mit Getreidespeicher dienten dem Institut für Acker- und Pflanzenbau, dem Staatlichen Forstwirtschaftsbetrieb und dem FDGB-Bezirksvorstand als Betriebs-Kinderferienlager Anne Frank. Nach der Wende zog im April 1994 eine Waldschule in die Gebäude ein.